# Districtul Khok Sung
Khok Sung (în thailandeză โคกสูง) este un district (Amphoe) din provincia Sa Kaeo, Thailanda, cu o populație de 25.686 de locuitori și o suprafață de 439,7 km².

## Componență
Districtul este subdivizat în four subdistricte (tambon), care sunt subdivizate în 38 de sate (muban).
| Nr. | Nume        | În thailandeză | Sate | Locuitori |  |
| --- | ----------- | -------------- | ---- | --------- |  |
| 1.  | Khok Sung   | โคกสูง          | 10   | 6,780     |  |
| 2.  | Nong Muang  | หนองม่วง        | 13   | 9,492     |  |
| 3.  | Nong Waeng  | หนองแวง        | 9    | 6,356     |  |
| 4.  | Non Mak Mun | โนนหมากมุ่น      | 6    | 3,058     |  |